# Darryl Anka
Darryl Anka – amerykański artysta od efektów wizualnych i specjalnych m.in. w Star Trek, Ja, robot, Piraci z Karaibów, Szklana pułapka 4.0 oraz Iron Man, pisarz i producent, wieloletni czaneler, mówca oraz autor książek o sprzedaży przekraczającej 300.000 egzemplarzy w Japonii.
Anka twierdzi, że w 1983 roku rozpoczął komunikację poprzez czaneling z istotą pozaziemską o imieniu „Bashar”.
Darryl Anka pojawił się w 2008 roku w filmie dokumentalnym Tuning In wraz z innymi czanelerami m.in. Lee Carrollem.

## Książki
- The New Metaphysics, California: Light & Sound Communications Inc. (1987) ISBN 1-55626-000-8
- Blueprint for Change, New Solutions Pub (December 1990) ISBN 1-56284-113-0
- Quest for Truth: 100 Insights That Could Change Your Life współautor – Steve Meyers, Nobul Pr (1997) ISBN 0-9656078-1-X